# 압력측정

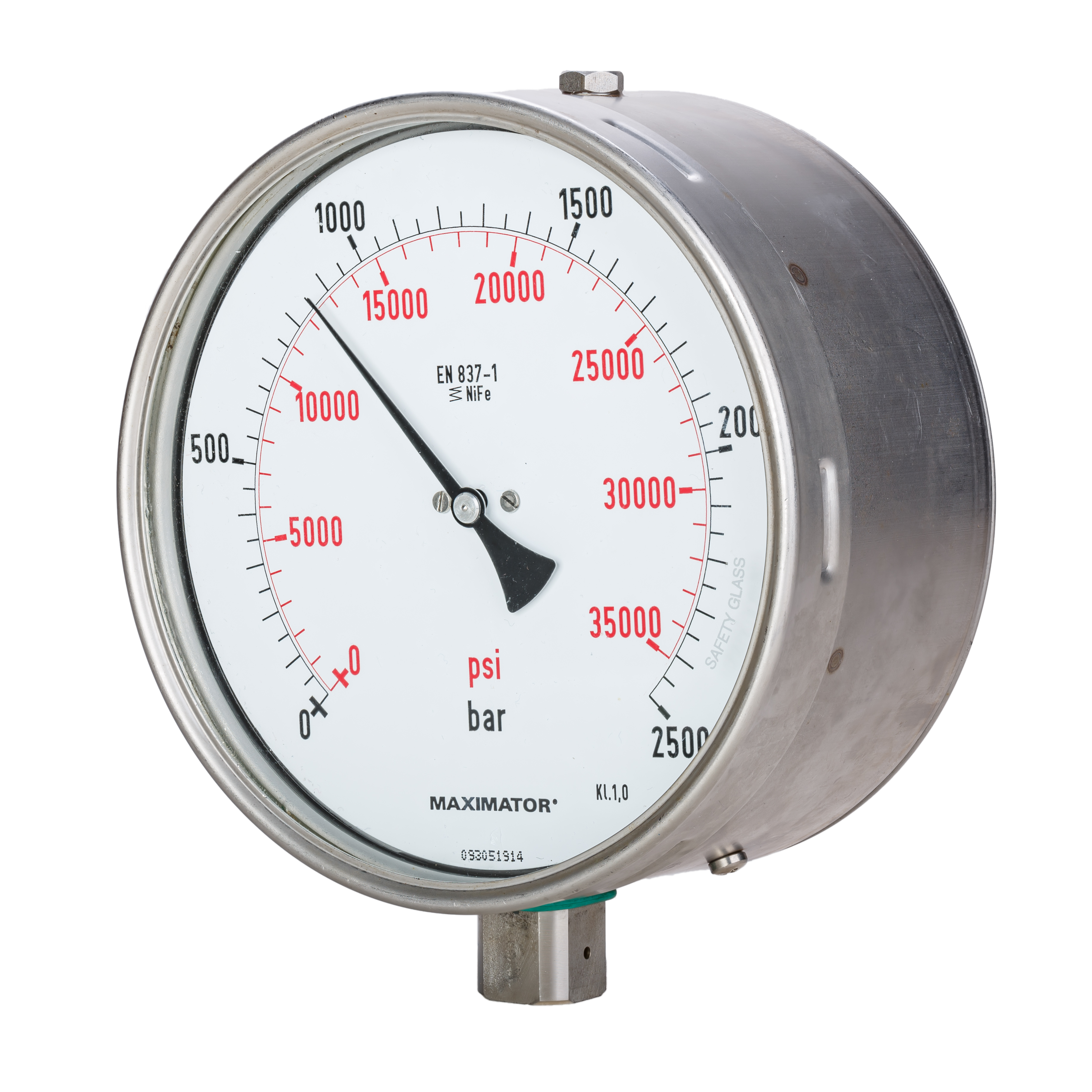

압력측정(pressure management)은 표면상의 유체(액체나 기체)에 의해 부여되는 힘의 분석이다. 압력은 보통 표면적 단위 당 힘의 단위로 측정된다. 압력과 진공의 측정을 위해 수많은 기법들이 개발되고 있다. 압력을 측정하고 표시하는 기구는 압력계라고 부른다. 압력을 측정하고 표시하기 위해 액체량의 무게와 표면적을 사용하는 좋은 예시로 마노미터(manometer)가 있다.
압력의 측정에서 주의할 것은 첫째로, 바(bar)·기압(氣壓)·액주미터(液柱meter) 등 여러 가지의 단위가 쓰이고 있다는 점이다. 1기압 이하의 압력을 간단하게 측정하기에는 액주압력계(液柱壓力計)가 편리하다. 주의해서 측정할 때에는 이 압력계로 정밀측정도 가능하다. 혈압계나 가압계에는 액주압력계의 방식이 이용되고 있다. 한편 차량의 에어 브레이크(air brake)의 공기 압력을 측정하는 데 사용되는 부르동관압력계(Bourdon tube pressure gauge)와 같은 탄성압력계도 이용되고 있다.

## 같이 보기
- 기압계
- 동압
- 센서 목록
- 압력
- 피에조미터
- 혈압계